# Campeonato da Europa de Atletismo de 2022 - Salto em altura feminino
A prova do salto em altura feminino do Campeonato da Europa de Atletismo de 2022 foi disputada entre os dias 19 a 21 de agosto de 2022, no Estádio Olímpico de Munique, em Munique na Alemanha.

## Recordes
Antes desta competição, os recordes mundiais e do campeonato nesta prova eram os seguintes:
|                       | Nome                                      | Nacionalidade            | Altura  | Local                | Data                                                       |
| --------------------- | ----------------------------------------- | ------------------------ | ------- | -------------------- | ---------------------------------------------------------- |
| Recorde mundial       | Stefka Kostadinova                        | Bulgária                 | 2m 09cm | Roma                 | 30 de agosto de 1987                                       |
| Recorde europeu       | Stefka Kostadinova                        | Bulgária                 | 2m 09cm | Roma                 | 30 de agosto de 1987                                       |
| Recorde do campeonato | Tia HellebautVenelina VenevaBlanka Vlašić | Bélgica Bulgária Croácia | 2m 03cm | Gotemburgo Barcelona | 9 de agosto de 2006 9 de agosto de 20061 de agosto de 2010 |

## Medalhistas
| Ouro                      | Prata                | Bronze               |
| Yaroslava Mahuchikh (UKR) | Marija Vuković (MNE) | Angelina Topić (SRB) |

## Cronograma
Todos os horários são locais (UTC+2).
| Data         | Hora  | Evento       |
| ------------ | ----- | ------------ |
| 19 de agosto | 10:05 | Qualificação |
| 21 de agosto | 19:05 | Final        |

## Resultados

### Qualificação
Qualificação: Desempenho de 1.94 m (Q) ou os 12 melhores qualificados (q). 
| Posição | Grupo | Atleta                     | Nacionalidade | 1.78 | 1.83 | 1.87 | 1.91 | 1.94 | Resultados | Notas |
| ------- | ----- | -------------------------- | ------------- | ---- | ---- | ---- | ---- | ---- | ---------- | ----- |
| 1       | B     | Lia Apostolovski           | Eslovênia     | o    | o    | o    |      |      | 1.87       | q     |
| 1       | B     | Marie-Laurence Jungfleisch | Alemanha      | o    | o    | o    |      |      | 1.87       | q, =  |
| 1       | A     | Angelina Topić             | Sérvia        | o    | o    | o    |      |      | 1.87       | q     |
| 1       | A     | Marija Vuković             | Montenegro    | o    | o    | o    |      |      | 1.87       | q     |
| 5       | B     | Iryna Herashchenko         | Ucrânia       | o    | xo   | o    |      |      | 1.87       | q     |
| 5       | B     | Tatiana Gusin              | Grécia        | xo   | o    | o    |      |      | 1.87       | q     |
| 5       | B     | Elena Vallortigara         | Itália        | xo   | o    | o    |      |      | 1.87       | q     |
| 5       | A     | Britt Weerman              | Países Baixos | xo   | o    | o    |      |      | 1.87       | q     |
| 9       | A     | Mirela Demireva            | Bulgária      | o    | o    | xo   |      |      | 1.87       | q     |
| 9       | B     | Morgan Lake                | Reino Unido   | o    | o    | xxo  |      |      | 1.87       | q     |
| 9       | A     | Yaroslava Mahuchikh        | Ucrânia       | –    | –    | xxo  |      |      | 1.87       | q     |
| 12      | B     | Solène Gicquel             | França        | xo   | xo   | xo   |      |      | 1.87       | q     |
| 13      | B     | Yuliya Levchenko           | Ucrânia       | o    | xxo  | xo   |      |      | 1.87       | q     |
| 14      | B     | Daniela Stanciu            | Roménia       | o    | o    | xxx  |      |      | 1.83       |       |
| 15      | B     | Karmen Bruus               | Estónia       | o    | xo   | xxx  |      |      | 1.83       |       |
| 15      | A     | Maja Nilsson               | Suécia        | o    | xo   | xxx  |      |      | 1.83       |       |
| 15      | A     | Heta Tuuri                 | Finlândia     | o    | xo   | xxx  |      |      | 1.83       |       |
| 18      | A     | Bianca Stichling           | Alemanha      | o    | xxo  | xxx  |      |      | 1.83       |       |
| 19      | B     | Urtė Baikštytė             | Lituânia      | o    | xxx  |      |      |      | 1.78       |       |
| 19      | A     | Erika Furlani              | Itália        | o    | xxx  |      |      |      | 1.78       |       |
| 19      | A     | Ella Junnila               | Finlândia     | o    | xxx  |      |      |      | 1.78       |       |
| 19      | A     | Barbara Szabó              | Hungria       | o    | xxx  |      |      |      | 1.78       |       |
| 23      | B     | Sini Lällä                 | Finlândia     | xo   | xxx  |      |      |      | 1.78       |       |
| 24      | A     | Laura Zialor               | Reino Unido   | xxx  |      |      |      |      | NM         |       |

### Final
A final ocorreu no dia 21 de agosto às 19:05.
| Posição           | Atleta                     | Nacionalidade | 1.82 | 1.86 | 1.90 | 1.93 | 1.95 | 1.97 | 1.99 | 2.01 | Resultados | Notas                |
| ----------------- | -------------------------- | ------------- | ---- | ---- | ---- | ---- | ---- | ---- | ---- | ---- | ---------- | -------------------- |
| Medalha de ouro   | Yaroslava Mahuchikh        | Ucrânia       | –    | o    | o    | –    | o    | xxx  |      |      | 1.95       |                      |
| Medalha de prata  | Marija Vuković             | Montenegro    | –    | o    | o    | o    | xxo  | xxx  |      |      | 1.95       |                      |
| Medalha de bronze | Angelina Topić             | Sérvia        | o    | o    | o    | o    | xxx  |      |      |      | 1.93       |                      |
| 4                 | Britt Weerman              | Países Baixos | o    | xo   | xo   | o    | xxx  |      |      |      | 1.93       |                      |
| 5                 | Iryna Herashchenko         | Ucrânia       | o    | xo   | o    | xxo  | xxx  |      |      |      | 1.93       |                      |
| 6                 | Marie-Laurence Jungfleisch | Alemanha      | o    | o    | xo   | xxx  |      |      |      |      | 1.90       | Recorde da temporada |
| 7                 | Lia Apostolovski           | Eslovênia     | o    | o    | xxo  | xxx  |      |      |      |      | 1.90       |                      |
| 7                 | Morgan Lake                | Reino Unido   | o    | o    | xxo  | xxx  |      |      |      |      | 1.90       |                      |
| 9                 | Mirela Demireva            | Bulgária      | o    | o    | xxx  |      |      |      |      |      | 1.86       |                      |
| 9                 | Tatiana Gusin              | Grécia        | o    | o    | xxx  |      |      |      |      |      | 1.86       |                      |
| 9                 | Yuliya Levchenko           | Ucrânia       | o    | o    | xxx  |      |      |      |      |      | 1.86       |                      |
| 9                 | Elena Vallortigara         | Itália        | o    | o    | xxx  |      |      |      |      |      | 1.86       |                      |
| 13                | Solène Gicquel             | França        | o    | xo   | xxx  |      |      |      |      |      | 1.86       |                      |

Legenda
| Recorde mundial       | Recorde mundial (World record)               |                       | Recorde africano                      | Recorde africano (African) |                                           | Q | Classificado por posição (Qualified) |
| Recorde do campeonato | Recorde do campeonato (Championship record)  | Recorde da América    | Recorde da América (Americas)         | q                          | Classificado por melhor tempo (Qualified) |   |                                      |
| Melhor marca do ano   | Melhor marca do ano (World leading)          | Recorde asiático      | Recorde asiático (Asian)              | DNS                        | Não largou (Did not start)                |   |                                      |
| Recorde nacional      | Recorde nacional (National record)           | Recorde europeu       | Recorde europeu (European)            | DNF                        | Não terminou (Did not finish)             |   |                                      |
| Recorde pessoal       | Recorde pessoal do atleta (Personal best)    | Recorde da Oceania    | Recorde da Oceania (Oceania)          | DSQ / DQ                   | Desclassificado (Disqualified)            |   |                                      |
| Recorde da temporada  | Recorde da temporada do atleta (Season best) | Recorde sul-americano | Recorde sul-americano (South America) | NM                         | Sem marca (No mark)                       |   |                                      |